# VANISHING VISION
《VANISHING VISION》은 X(엑스 재팬)의 첫 번째 정규 앨범이다.
당초 LP로 발매되어 후에 CD와 5000매 한정앨범(LP)도 발매되었다. 메이저가 아닌 인디 음악으로써 메이저 차트에 랭킹을 달성한 일본 사상 최초의 앨범이다. 1만매 이상 판매로, 당시 인디즈로서는 경이로운 매상을 자랑하였다. 앨범아트는 노예풍의 옷을 입은 여성의 가슴을 뒤에서 나이프로 그어 X자의 상처를 내놓은 모습이다. 2000년에 워너뮤직·재팬에서 복각반(XXC-1001)이 발매되었지만, 현재는 판매하지 않고 있다.

## 수록곡
1. Dear Loser (타이지 작곡)
2. Vanishing Love (요시키 작사·곡)
3. Phantom of Guilt (타이지 작곡, 토시 작사)
4. Sadistic Desire (히데 작곡, 요시키 작사)
5. Give Me the Pleasure (타이지 & 히데 작곡, 요시키 작사)
6. I'll Kill You (요시키 작사·곡)
7. Alive (요시키 작사·곡)
8. Kurenai (English Ver.) (요시키 작사·곡)
9. Unfinished... (요시키 작사·곡)